# Dhervéni
Dhervéni (Derveni) är en ort i Grekland.   Den ligger i prefekturen Nomós Korinthías och regionen Peloponnesos, i den centrala delen av landet, 110 km väster om huvudstaden Aten. Dhervéni ligger 71 meter över havet och antalet invånare är 828.
Terrängen runt Dhervéni är varierad. Havet är nära Dhervéni norrut. Runt Dhervéni är det ganska glesbefolkat, med 40 invånare per kvadratkilometer. Närmaste större samhälle är Xylókastro, 19,4 km öster om Dhervéni. 